# Harri Eloranta
Harri Henrik Eloranta, né le 4 décembre 1963 à Köyliö, est un biathlète finlandais.

## Biographie
Chez les juniors, il est champion du monde de l'individuel en 1981.
Sa première saison au niveau international a lieu en 1984-1985, où il court la Coupe du monde. En 1987, il obtient son premier top dix à Canmore, où il est sixième d'un sprint.
Un an plus tard, il participe aux Jeux olympiques de Calgary, toujours au Canada.
Lors de la saison suivante, il obtient son meilleur classement en Coupe du monde avec le 23e rang, mais c'est en 1992, à l'occasion des Jeux olympiques d'Albertville qu'il monte sur son premier et unique podium mondial ; de manière surprenante il y remporte la médaille de bronze sur le sprint.
Il participe à deux autres éditions des Jeux olympiques en 1994 et 1998, avant de prendre sa retraite sportive en 2000.

## Palmarès

### Jeux olympiques d'hiver
| Épreuve / Édition   | Individuel | Sprint                              | Relais |
| ------------------- | ---------- | ----------------------------------- | ------ |
| JO 1988 Calgary     | 50e        | 25e                                 | -      |
| JO 1992 Albertville | 5e         | Médaille de bronze, Jeux olympiques | 8e     |
| JO 1994 Lillehammer | 30e        | 15e                                 | 5e     |
| JO 1998 Nagano      | -          | 20e                                 | 8e     |

Légende :
- : troisième place, médaille de bronze
- — : pas de participation à l'épreuve

### Championnats du monde
| Mondiaux / Épreuve          | individuel | Sprint    | Poursuite                        | Départ en masse                  | Relais    | Course par équipes               |
| 1985 Ruhpolding             | -          | 24e       | Épreuve inexistante à cette date | Épreuve inexistante à cette date | -         | Épreuve inexistante à cette date |
| 1987 Lake Placid            | -          | 38e       | Épreuve inexistante à cette date | Épreuve inexistante à cette date | -         | Épreuve inexistante à cette date |
| 1989 Feistritz              | Abandon    | 12e       | Épreuve inexistante à cette date | Épreuve inexistante à cette date | 11e       | 5e                               |
| 1990 Minsk Oslo Kontiolahti | 21e        | 60e       | Épreuve inexistante à cette date | Épreuve inexistante à cette date | 6e        | 12e                              |
| 1991 Lahti                  | 20e        | 13e       | Épreuve inexistante à cette date | Épreuve inexistante à cette date | 7e        | 7e                               |
| 1993 Borovets               | 22e        | 23e       | Épreuve inexistante à cette date | Épreuve inexistante à cette date | 15e       | 11e                              |
| 1995 Antholz Anterselva     | 65e        | 16e       | Épreuve inexistante à cette date | Épreuve inexistante à cette date | 10e       | -                                |
| 1997 Osrblie                | -          | 36e       | 28e                              | Épreuve inexistante à cette date | 7e        | 6e                               |
| 1998 Hochfilzen             | JO Nagano  | JO Nagano | -                                | Épreuve inexistante à cette date | JO Nagano | 4e                               |
| 1999 Kontiolahti Oslo       | 67e        | -         | -                                | -                                | -         | Épreuve inexistante à cette date |
| 2000 Oslo Lahti             | -          | 19e       | 54e                              | -                                | 15e       | Épreuve inexistante à cette date |

Légende :

 : épreuve inexistante à cette date

— : pas de participation à cette épreuve

### Coupe du monde
- Meilleur classement général : 23e en 1989.
- 1 podium individuel : 1 troisième place.(podium des Jeux olympiques d'hiver de 1992)
- 1 podium en relais : 1 troisième place.